# Billy il bugiardo (film)
Billy il bugiardo (Billy Liar) è un film del 1963 diretto da John Schlesinger.
Il film, basato su un romanzo di Keith Waterhouse, appartiene al filone della British New Wave in voga nell'Inghilterra degli anni sessanta, influenzato dalla Nouvelle Vague francese. Lo stile e le caratteristiche erano basati sul cinema documentaristico, con molte riprese in esterni e dialoghi meno teatrali e più aderenti al parlato reale, tra cui per la prima volta sullo schermo alcune parole sconce.
Il film riscosse un enorme successo in patria e lanciò Tom Courtenay e Julie Christie.
Nel 1973 dallo stesso romanzo alla base della pellicola, fu realizzata una serie tv omonima dalla ITV.
Nel 1999 il British Film Institute incluse Billy Liar al 76º posto nell'elenco dei migliori 100 film britannici.
Nel 2004 la rivista Total Film lo ha incluso al 12º posto nella classifica dei film più belli della storia del cinema britannico.

## Trama
Billy, impiegato nell'agenzia di pompe funebri del sig. Shadrack, si inventa un mondo immaginario, Ambrosia, dove è re, generale o eroe, per uscire dalla squallida monotonia quotidiana.
Si barcamena a mantenere un difficile ménage con due fidanzate, inventando storie e mentendo.
Un giorno Billy conosce e si innamora di una terza ragazza, Liz, e questo potrebbe essere il punto di svolta nella sua vita.

## Critica
Paolo Mereghetti dà al film 3 stelle su 4: "uno spaccato di vita della classe media, divertente ritratto della mediocrità quotidiana inglese".